# Karangpranti
Karangpranti is een bestuurslaag in het regentschap Probolinggo van de provincie Oost-Java, Indonesië. Karangpranti telt 2114 inwoners (volkstelling 2010).